# Groupe ADP
Pour les articles homonymes, voir ADP.
Ne pas confondre avec Aéroport de Paris , qui recense les aéroports homonymes
Groupe ADP, anciennement Aéroports de Paris, est une entreprise publique française qui aménage, maintient et exploite des plates-formes aéroportuaires. Elle bénéficie d'un monopole d'État sur les aéroports de Paris et de sa région, dont Paris-Orly, Paris-Charles-de-Gaulle et Paris-Le Bourget, qu'elle gère à travers sa marque voyageurs Paris Aéroport.
Numéro un mondial de la gestion aéroportuaire en nombre de passagers, le trafic du Groupe ADP a progressé de 7,6 % en 2018 pour atteindre 281,4 millions de passagers. Le groupe assure l'exploitation d’un réseau d'aéroports dans le monde au travers d'ADP International, filiale à 100 %, qui gère 150 aéroports répartis dans 50 pays et cumulant plus de 234,5 millions de passagers en 2019.
La société Aéroports de Paris SA est cotée à l'Euronext Paris (SBF 120 et CAC Mid 60).

## Historique

### 1945: développement d'Orly et du Bourget

Logo Aéroport de Paris dans les années 1970.

Le 24 octobre 1945, une ordonnance du gouvernement provisoire de la République française crée l'établissement public autonome « L'aéroport de Paris » et lui fixe comme mission de développer l’activité aéroportuaire dans la région parisienne.
En 1946, le premier terminal provisoire de l'aéroport de Paris-Orly est achevé ainsi que la reconstruction de l'aéroport du Bourget. L'aéroport de Paris accueille cette année-là 300 000 visiteurs. Le décret du 4 janvier 1947 définit le fonctionnement et la gouvernance de cet établissement public. La même année est achevée la construction de la première piste en dur de Paris-Orly longue de 2 100 mètres.
Le décret interministériel du 21 avril 1949 fixe le domaine de « L'aéroport de Paris » qui est alors composé des aérodromes de Paris-Orly, Paris-Le-Bourget, Pontoise-Cormeilles-en-Vexin, Persan-Beaumont, Creil, Coulommiers-Voisins, Issy-les-Moulineaux, Saint-Cyr-l'École, Chavenay-Villepreux, Chelles-le Pin, Lognes-Emerainville, Meaux-Esbly, Mitry-Mory, Toussus-le-Noble et Guyancourt.
Rapidement, Paris-Orly devient le principal aéroport de la région. En 1952, Air France quitte l'aéroport de Paris-Le Bourget (où la compagnie fut créée en 1933) pour Paris-Orly qui accueille 1,2 million de passagers cette année-là. L’année suivante, le Salon international de l'aéronautique et de l'espace se déroule exclusivement au Bourget. Le rôle de chaque aéroport commence à se dessiner. Paris-Orly s'agrandit davantage ; son aérogare Sud est inaugurée en 1961 par le général de Gaulle.
En 1971, l’aérogare Ouest de Paris-Orly est mise en service.

### 1974: mise en service de Paris-Charles-de-Gaulle
Anticipant un boom du trafic aérien, L'aéroport de Paris inaugure le 22 juin 1965 l'aéroport de Paris-Nord à Roissy-en-France. Les travaux de construction du terminal 1 démarrent en 1966, la conception du terminal 2 débute en 1973 et le terminal 1 est finalement mis en service le 8 mars 1974.
Dès 1976, L'aéroport de Paris réorganise ses aéroports qui accueillent cette année 20 millions de passagers : l'aéroport Paris-Le Bourget se reconvertit en aéroport d'affaires et les compagnies aériennes sont transférées à Paris-Charles-de-Gaulle.
Le 24 mars 1982, François Mitterrand inaugure le terminal 2A de l'aéroport de Paris-Charles-de-Gaulle. Le terminal 2D est ouvert en 1989.
En 1987, les infrastructures de L'aéroport de Paris accueillent plus de 40 millions de passagers.
Parallèlement, fort de son savoir-faire en ingénierie aéroportuaire, ADP mène entre les années 1970 et 1990 de nombreux projets d’études et de développement international. Parmi ces projets, le terminal 1 de l’aéroport d’Abu Dhabi, le terminal 1 de l’aéroport de Shanghai Pudong, l’aéroport Mohammed-V de Casablanca, l’aéroport de Damas ou encore le terminal 2 de l’aéroport de Santiago au Chili. En 2000, Aéroports de Paris crée ADP Ingénierie, filiale détenue à 100 % et consacrée à l’ingénierie aéroportuaire.
Le 4 janvier 1989, le décret no 89-10 acte le changement de nom de l'aéroport de Paris qui devient   « Aéroports de Paris » et se lance dans de grands travaux de réaménagement de ses aéroports. En 1990, une convention est signée avec la SNCF pour la construction d'une gare TGV à Paris-Charles-de-Gaulle qui ouvre en 1994. Le projet Roissy Pôle est lancé et Orlyval est mis en service en 1991 pour faciliter la desserte de l'aéroport de Paris-Orly. La même année, le terminal 9 (devenu terminal 3) ouvre aux charters et compagnies à bas prix, puis en 2003 le terminal 2E de l'aéroport de Paris-Charles de Gaulle est mis en service.
En 2001, Aéroports de Paris lance son propre opérateur télécoms, Hub One.
En 2004, le trafic d'Aéroports de Paris dépasse les 75 millions de passagers[réf. souhaitée].

### 2005: privatisation et développement international

#### Évolution de l’actionnariat
Le 22 juillet 2005, Aéroports de Paris devient une société anonyme avec l'entrée en vigueur du décret no 2005-828 du 20 juillet 2005 en application de la loi no 2005-357. L'année suivante, elle réalise son introduction en bourse au sein du compartiment A de l'Eurolist de l'Euronext de la bourse de Paris. L’État français reste actionnaire à hauteur de 67,2 %.
En 2008, dans la lignée de la fusion Air France-KLM en 2004, Aéroports de Paris et Schiphol Group annoncent le lancement d’un partenariat stratégique qui se concrétise par une prise de participation réciproque à hauteur de 8 % (les 8 % de Groupe ADP cédés à Schiphol Group appartenaient à l’État français).

#### Modernisation et consolidation
Les structures aéroportuaires poursuivent leur développement. Paris-Charles-de-Gaulle inaugure le satellite S3 (aussi appelé porte L) en 2005 et le satellite S4 en 2012 (appelé porte M), le métro automatique CDGVAL est mis en service en 2007 et le projet CDG Express est relancé en février 2016. Un grand projet de modernisation à l'horizon 2018 pour l'aéroport de Paris-Orly est présenté en octobre 2012. Ce plan prévoit la construction d’un bâtiment de 80 000 m2 pour faire la jonction entre les terminaux Ouest et Sud, un investissement de 400 à 450 millions d’euros,.
En 2003, Aelia (filiale de Lagardère Services, spécialisée dans le commerce en zone de transport) et Aéroports de Paris créent à parts égales la Société de distribution aéroportuaire pour développer les revenus issus de la vente d'alcool, de tabac, de parfums-cosmétiques et de gastronomie en milieux aéroportuaires, ainsi que la gestion des commerces et des services aéroportuaires payants. En 2010, la Société de distribution aéroportuaire génère un chiffre d'affaires de 943,7 millions d'euros, en progression de 8,5 % sur l’exercice précédent. Puis en 2011, la Société de distribution aéroportuaire et Duty Free Paris (appartenant également au groupe Lagardère) fusionnent au sein de la Société de distribution aéroportuaire (SDA).
En mars 2010, Aéroports de Paris est la meilleure entreprise de service public marchand selon un classement réalisé par l'AACC et BVA. En juillet 2010, le contrat de régulation économique 2011-2015 est signé avec l'État français. Ce contrat prévoit la mise en place de dix indicateurs de qualité de services dont cinq correspondant à la mesure de la satisfaction client. Le contrat prévoit également un programme d'investissements de 1,8 milliard d'euros entre 2011 et 2015 sur l'amélioration des terminaux les plus anciens et il plafonne l'évolution des tarifs d'Aéroports de Paris à 1,38 % de plus que l'inflation par an.
En janvier 2013, Aéroports de Paris inaugure l'Espace musées à Paris-Charles-de-Gaulle.
En 2011, le Groupe ADP crée avec JCDecaux la régie publicitaire JCDecaux Airport Paris pour gérer l’exploitation et la commercialisation des dispositifs publicitaires sur les sites des aéroports parisiens. En juin 2012, JCDecaux Airport Paris présente dans le terminal E de Paris-Charles-de-Gaulle un écran publicitaire géant de 39 m2 suspendu à 5 mètres de hauteur, déjà réservé pour un an par le groupe LVMH. En août 2012, Ikea installe ses propres chaises dans une salle d’embarquement pour faire la publicité de ses meubles aux voyageurs en attente de leur correspondance. En novembre 2016, JCDecaux Airport Paris expose 80 clichés de la photographe Dominique Issermann simultanément sur 470 écrans publicitaires des aéroports, transformant l’aéroport en « forum de la culture »,.
Un plan présenté par Augustin de Romanet en novembre 2015 prévoit la poursuite des travaux de fusion des terminaux Sud et Ouest Paris-Orly. Côté Paris-Charles-de-Gaulle, les satellites internationaux du terminal 1 vont être fusionnés (+1,2 million de passagers par an) et les terminaux 2B et 2D également (+1,1 million de passagers par an). La construction d’un terminal 4 est également envisagée et l’espace doit être aménagé pour accueillir le CDG Express prévu à l'horizon 2023. Sont également prévus 100 000 m2 supplémentaires d'installations cargo.
En mars 2019, Orly Sud et Ouest sont renommés Orly 1, 2, 3, 4. En avril 2019, le Groupe ADP propose un plan d'investissement de 6 milliards d'euros sur la période 2021-2025 (contre 3 milliards investis entre 2016 et 2021). Ce plan comprend l'optimisation des structures existantes, le lancement des travaux du terminal 4 de CDG et le réaménagement de la partie ouest de Paris-Orly.

#### Filiales spécialisées et développement international
Tout en poursuivant le développement et la modernisation des infrastructures aéroportuaires de la région parisienne, Aéroports de Paris divise ses champs d’expertise en filiales et les commercialise sur le marché international des aéroports ainsi que sur des projets de structure complexes de manière plus générale.
ADP Ingénierie, filiale ingénierie créée en 2000, assure la maîtrise d'œuvre dans les domaines de l'architecture et de l'ingénierie pour des installations complexes telles que des aéroports, des édifices culturels (Centre national des arts du spectacle (Pékin), Centre des Arts Orientaux de Shanghai) et sportifs (stade omnisports de Canton), des immeubles de grande hauteur, des ouvrages industriels (usines d’assemblage de l’Airbus A380 à Toulouse et de l’Airbus A400M à Séville).
ADP Management, filiale créée en 1991, réunit les activités de gestion et de prise de participation. Fin 2008, Aéroports de Paris S.A. conclut avec Schiphol Group un accord de coopération industrielle à long terme et de prises de participations croisées à hauteur de 8 % du capital.
En 2012, ADP Management entre à hauteur de 38 % dans le capital de TAV Airports Holding (en), le premier opérateur aéroportuaire turc qui opère sur 12 aéroports en Turquie, au Maghreb et au Moyen-Orient (Aéroport Atatürk d'Istanbul, Aéroport international Esenboğa, Aéroport Adnan-Menderes et Antalya Gazipasa en Turquie, Tbilissi et Batoumi en Géorgie, Monastir et Enfidha-Hammamet en Tunisie, Skopje et Ohrid en Macédoine, Médine en Arabie saoudite). TAV exploite aussi les boutiques hors taxes et les commerces de l'aéroport international de Riga, en Lettonie. ADP Management prend également 49 % de TAV Construction. L’opération, dont l’addition s’élève à 704 millions d’euros pour le groupe ADP, lui permet de se hisser parmi les trois leaders mondiaux de la gestion aéroportuaire avec 37 aéroports en concession et 180 millions de passagers cumulés par an,.
En 2013, Aéroports de Paris met en service le nouveau terminal de l'aéroport international d'Amman (Jordanie), réalise l'ingénierie du premier satellite dédié aux A380 à Dubaï (Émirats arabes unis) et met en service le nouveau terminal de l'aéroport de l'île Maurice dessiné et exploité par Aéroports de Paris[réf. souhaitée]. En 2013, ADP Management signe le contrat de rénovation de l'aéroport Franjo-Tuđman de Zagreb, en Croatie. Le nouvel aéroport entre en service en mars 2017. En juillet 2017, ADP Management devient ADP International.
Au 30 janvier 2015, prend fin le contrat de gestion en partenariat entre le Groupe ADP, via sa filiale ADP Management, et la SGSIA (aéroport d'Alger - Houari-Boumédiène), filiale de l'EGSA[réf. souhaitée].
En octobre 2016, Groupe ADP se désengage du Mexicain OMA et annonce la revente de ses 25,5 % de participations.
En juillet 2017, le Groupe ADP fusionne ADP Management et ADP Ingénierie pour créer ADP International.
En février 2020, le groupe ADP achète au milliardaire indien Grandhi Mallikarjuna Rao pour 1,3 milliard d'euros une participation de 49 % dans les activités aéroportuaires de GMR Group, qui exploite via des participations entre autres les aéroports de Delhi et d'Hyderabad,.

### 2016 à 2019: refonte de la stratégie et privatisation
Le 14 avril 2016, la Société Aéroports de Paris S.A. met en place une refonte de sa stratégie et lance deux nouvelles marques distinctes : 
- une marque institutionnelle, Groupe ADP, qui commercialise le savoir-faire d’Aéroports de Paris S.A. (ingénierie, immobilier, télécommunications, gestion et management) en France et à l’international ;
- une marque voyageurs, Paris Aéroport, qui devient le produit d'appel d’Aéroports de Paris S.A. en réunissant ses trois aéroports parisiens sous une même enseigne (Paris-Charles de Gaulle, Paris-Orly et Paris-Le Bourget).

En mars 2017, Groupe ADP quitte ses locaux du boulevard Raspail, dans le 14e arrondissement de Paris, et installe ses 6 000 salariés dans un nouveau siège au pied des pistes de l’aéroport Paris-Charles-de-Gaulle, dans la commune de Tremblay-en-France.
En décembre 2017, le gouvernement français fait amorcer la privatisation des aéroports de Paris. Cette privatisation suscite une polémique,,. En avril 2019, profitant d'une possibilité induite par la réforme constitutionnelle de 2008, 218 parlementaires lancent une procédure de référendum d'initiative partagée contre le projet, le lancement de cette procédure nécessite de rassembler au moins 185 parlementaires. Une enquête réalisée le 10 avril par Harris Interactive indique que 20 % des français sont pour la privatisation, 48 % sont contre et 32 % ne sont pas décidés.
Le 9 mai 2019, le Conseil constitutionnel valide « la proposition de loi visant à affirmer le caractère de service public national de l'exploitation des aérodromes de Paris », permettant ainsi de lancer une proposition de référendum d'initiative partagée sur les aéroports de Paris par recueil du soutien d'au moins 4 717 396 électeurs. Le 12 mars 2020, la collecte de signatures arrive à son terme ; elle est un échec avec environ un million de soutiens recueillis sur les 4,7 millions nécessaires pour que le référendum soit proposé. Malgré cela, la privatisation est laissée de côté, en raison de la crise économique engendrée par la pandémie de Covid-19 et la chute des cours du pétrole, qui n'offre pas un contexte favorable à la cession de ADP à un prix intéressant,.
En décembre 2019, le Groupe ADP est entré au capital de Flying Whales, une start-up spécialisée dans la construction et l'exploitation de ballons dirigeables à structure rigide, par l'intermédiaire de sa filiale ADP ingénierie,.

### 2020: crise du Covid-19
Fin juin 2020, le PDG d'ADP, Augustin de Romanet, annonce que le groupe doit se préparer à réduire ses effectifs en raison de la crise consécutive à l'épidémie de Covid-19 : Nous devrons procéder à des ajustements de même nature que ceux des compagnies aériennes. Augustin de Romanet prévoit une perte de 50 % du chiffre d'affaires en 2020, soit un impact économique de 2,5 milliards d'euros,. En octobre 2020, le trafic des aéroports d'ADP atteint à peine un quart de son niveau de 2019 à la même période.
Dans un secteur aérien sinistré, ADP annonce une perte nette de 1,17 milliard d’euros en 2020 et un chiffre d’affaires en chute de 54,5% par rapport à 2019.
En décembre 2020, face à la chute brutale du trafic aérien, les syndicats signent un accord de départs volontaires portant sur un maximum de 1 150 départs, dont 700 ne seront pas remplacés,. Le groupe qui gère les aéroports de Paris-Charles-de-Gaulle, d'Orly et du Bourget emploie 6 250 salariés en France. La direction veut mettre en œuvre une baisse de salaire pour éviter 350 licenciements supplémentaires,.
En avril 2022, Augustin de Romanet annonce son intention de recruter 4 000 salariés sur les sites d'Orly et de Roissy-Charles-de-Gaulle, dont des agents de sécurité, des agents de maintenance et des ingénieurs.
Après la crise liée à la pandémie de Covid, le groupe ADP revient dans le vert au premier semestre 2022 en enregistrant un bénéfice net de 160 millions d'euros (contre une perte nette de 172 millions d'euros sur la même période un an plus tôt). Le chiffre d'affaires quant à lui double à deux milliards d'euros.
En septembre 2022, Augustin de Romanet, président-directeur général du groupe ADP, se prononce en faveur d'un usage « raisonnable » de l'avion dans un contexte de changement climatique. Malgré les intérêts indéniables portés par ADP à l'industrie de l'aviation, il estime qu'une baisse du trafic aérien ne serait « pas une tragédie existentielle » pour son groupe.
Le 12 février 2025, le Parlement français a approuvé la nomination de Philippe Pascal, actuel directeur financier de l'entreprise, en tant que nouveau directeur général, appelé à succéder à Augustin de Romanet.

## Activités

### Paris Aéroport
Dans le cadre du plan Connect 2020, la marque voyageurs Paris Aéroport est créée en avril 2016 pour regrouper sous la même enseigne les aéroports parisiens (Paris-Orly, Paris-Charles-de-Gaulle et Paris-Le Bourget) et devenir la vitrine du savoir-faire de Groupe ADP. Paris Aéroport répond avant tout à une stratégie d’image, celle de faire des aéroports parisiens un centre d’attraction pour voyageurs friands d’art de vivre à la française. La marque adopte le slogan Paris vous aime pour se rapprocher de sa cible, réaligne les offres en aéroports sur une logique d'hospitalité inspirée de l'hôtellerie, anime les aéroports d'événements culturels attractifs avec notamment l'ouverture en 2013 de l'Espace musées qui a accueilli sept expositions différentes en 2017, et met en valeur la gastronomie française en accueillant de nombreux restaurants de chefs étoilés au sein de ses aérogares.
| Aéroport   | 2010 | 2011 | 2012 | 2013 | 2014 | 2015 | 2016 | 2017 | 2018 | 2019 | 2020 | 2021 | 2022 | 2023 |
| ---------- | ---- | ---- | ---- | ---- | ---- | ---- | ---- | ---- | ---- | ---- | ---- | ---- | ---- | ---- |
| Paris-CDG  | 58   | 61   | 62   | 62   | 64   | 66   | 66   | 70   | 72   | 76   | 22   | 26   | 57   | 67   |
| Paris-Orly | 25   | 27   | 27   | 28   | 29   | 30   | 31   | 32   | 33   | 32   | 11   | 16   | 29   | 32   |
| Total      | 83   | 88   | 89   | 90   | 93   | 85   | 97   | 101  | 105  | 108  | 33   | 41   | 87   | 100  |

### ADP International

#### Gestion d'actifs
Le Groupe ADP assure l'exploitation d'aéroports à l'étranger au travers de sa filiale ADP International. Créée en 1991 et filiale à 100 %, ADP International est présente dans vingt aéroports répartis sur huit pays, cumulant une gestion de 55 millions de passagers par an en 2016.
Le groupe ADP gère l'ensemble des quatorze aéroports et aérodromes ouverts à la circulation aérienne civile situés en Île-de-France : Paris-Charles-de-Gaulle, Paris-Orly, Paris-Le Bourget, Chelles - Le Pin, Persan - Beaumont, Pontoise - Cormeilles-en-Vexin, Meaux - Esbly, Coulommiers - Voisins, Lognes-Émerainville, Chavenay - Villepreux, Saint-Cyr-l'École, Toussus-le-Noble, Étampes - Mondésir et l'héliport d'Issy-les-Moulineaux.
Participations détenues :
- Chili : 45 % de Nuevo Pudahuel, gestionnaire de l’aéroport international Arturo-Merino-Benítez de Santiago ;
- Turquie : 46,1 % de TAV Airports Holding (TAV) (en) qui gère 15 aéroports dans 7 pays dont Antalya, Ankara et Bodrum en Turquie et également Skopje en Macédoine du Nord et Monastir en Tunisie ;
- Belgique : 25,6 % de l'aéroport de Liège qui gère l’aéroport de Liège-Bierset ;
- Arabie saoudite : 5 % dans la société Matar chargée de l’exploitation et de la maintenance du terminal Hajj de l’aéroport international Roi-Abdelaziz de Djeddah ;
- Jordanie : 51 % dans AIG concessionnaire de l'aéroport international Reine-Alia ;
- Maurice : 10 % dans la société ATOL (Airport Terminal Operations Limited), concessionnaire du nouveau terminal de l’aéroport international Sir-Seewoosagur-Ramgoolam ;
- Croatie : 21 % de la société concessionnaire MZLZ qui gère l’aéroport Franjo-Tuđman de Zagreb. TAV Airports en détient également 15 % ;
- Madagascar : 35 % dans Ravinala Airports, concessionnaire des aéroports d'Antananarivo et de Nosy Be[78].
- Inde : 49% de GMR airports[79].

| Aéroports        | 2018 | 2019 | 2020 | 2021 | 2022 | 2023 |
| ---------------- | ---- | ---- | ---- | ---- | ---- | ---- |
| Hors Orly et CDG | 152  | 105  | 27   | 102  | 193  | 238  |
| Total            | 257  | 213  | 60   | 143  | 280  | 338  |

#### Études et maîtrise d'œuvre
Le Groupe ADP exporte ses compétences développées dans le cadre de l'aménagement aéroportuaire au travers ADP Ingénierie, filiale créée en 2000 que le groupe détient à 100 %. Cette filiale assure la maîtrise d'œuvre dans les domaines de l'architecture et de l'ingénierie pour des installations situées principalement à l'étranger. Elle mène également des missions d'expertises et de conseils dans le domaine aéroportuaire.
En 2015, ADP Ingénierie enregistre un chiffre d'affaires de plus de 79 millions d'euros.
Avec ADP Ingénierie, le groupe ADP a réalisé la conception architecturale et technique d'aéroports dans plus de cinquante-cinq pays, dont :
- Algérie : l'aéroport d'Alger - Houari-Boumédiène ;
- Arabie saoudite : l'aéroport international Roi-Abdelaziz ;
- Bangladesh: l'aéroport de Dacca ;
- Brunei : l'aéroport international de Bandar Seri Begawan ;
- Chine : l'aéroport de Sanya, l'aéroport international de Shanghai-Pudong et l'aéroport international de Pékin-Daxing ;
- Corée du Sud : l'aéroport international d'Incheon ;
- Égypte : l'aéroport international du Caire ;
- Émirats arabes unis : l'aéroport international d'Abou Dabi, l'aéroport international de Dubaï et l'aéroport international Al Maktoum ;
- France (hors Paris) : l'aéroport de Bordeaux-Mérignac, l'aéroport de Montpellier-Méditerranée, l'aéroport de Nice-Côte d'Azur, l'aéroport international de Martinique-Aimé-Césaire et l'aéroport Guadeloupe - Pôle Caraïbes ;
- Guinée : l'aéroport international Ahmed-Sékou-Touré ;
- Indonésie : l'Aéroport international de Jakarta ;
- Iran : l'aéroport de Téhéran-Imam Khomeini ;
- Japon : l'aéroport international du Kansai ;
- Oman : l'aéroport international de Mascate ;
- Philippines : l'aéroport international Ninoy-Aquino ;
- Qatar : l'ancien aéroport international de Doha ;
- Tanzanie : l'aéroport de Dar es Salam ;
- Tunisie : l'aéroport international d'Enfidha-Hammamet.

### Commerces et services en aéroport avec Lagardère
Groupe ADP est associé au groupe Lagardère (filiale Travel Retail) au sein de la société SDA (Société de distribution aéroportuaire), qui regroupe les activités de vente d'alcool, de tabac, de parfums-cosmétiques et de gastronomie en milieux aéroportuaires, ainsi que la gestion des activités commerciales et des services aéroportuaires payants.
En 2015, la SDA enregistre un chiffre d’affaires de 708 millions d’euros, en progression de 8,1 % sur l’exercice précédent, et gère 141 boutiques et 23 361 m2 d’espace commercial.
Dans le cadre d'une politique d’embellissement des espaces commerciaux dans les aéroports parisiens, la SDA a développé des espaces de consommation modernes réunissant principalement des enseignes luxe et haut-de-gamme pour attirer la clientèle internationale. Le partenariat avec le groupe Lagardère permet d'intégrer un nombre important d'enseignes dans les aéroports. La SDA gère également ses propres boutiques hors taxes, Buy Paris Duty Free, avec la plus grande boutique du genre en France (2 200 m2) dont les ventes mensuelles atteignent 5 millions d’euros en 2013.
En 2022, au terme d'une nouvelle consultation publique sur les activités duty free et retail, le Groupe ADP choisi de nouveau Lagardère Travel Retail. Ensemble ils sont coassociés d'Extime Duty Free Paris (respectivement 51% par le Groupe ADP et 49% par Lagardère). Cette nouvelle société remplace la société SDA (Société de distribution aéroportuaire) et les boutiques hors taxes Buy Paris Duty Free sont ainsi remplacées par des boutiques Extime Duty Free Paris.
Groupe ADP est également associé au groupe Lagardère dans la gestion des activités presse, librairie et souvenirs, avec la société commune (49-49-2) Relay@ADP créée en août 2011. En 2012, Relay@ADP lance les boutiques de souvenirs « Air de Paris » dans les aéroports de Paris. En 2015, avec 62 boutiques réparties sur 6 700 m2 dans les aéroports Paris-Charles de Gaulle et Paris-Orly, Relay@ADP enregistre un chiffre d’affaires de 139 millions d’euros, contre 132 millions en 2014.
Parallèlement, le groupe s'appuie sur une co-entreprise avec Select Service Partners (SSP), sous le nom d'Epigo, pour la gestion de 34 points de vente et de restauration rapide sur l'aéroport Paris-Charles de Gaulle.

### Dispositifs publicitaires en aéroport avec JCDecaux
Pour l’exploitation et la commercialisation des dispositifs publicitaires sur les sites de Paris Aéroport, Groupe ADP crée en 2011, à parts égales avec JCDecaux, la société JCDecaux Média Aéroports de Paris, sous la marque commerciale JCDecaux Airport Paris. Parmi ses supports publicitaires, celle-ci dispose de deux écrans publicitaires géants de 39 m2 suspendus à 5 mètres de hauteur. Le contenu de ses écrans publicitaires se module en fonction de l’origine ou la destination des passagers, en différentes langues et dans les zones adaptées de l’aéroport.
En 2015, Média Aéroports de Paris enregistre un chiffre d’affaires de 52 millions d’euros, contre 46 millions d’euros en 2014.
Le 18 juillet 2023, au terme d'un consultation publique, le Groupe ADP, a annoncé avoir retenu de nouveau JCDecaux pour devenir actionnaire de la nouvelle société Extime Media. La nouvelle marque Extime JCDecaux Airport opère ainsi les espaces publicitaires des aéroports parisiens.

### Télécommunications et sûreté (Hub One, Hub Safe)
Hub One se spécialise dans les services de télécommunication sur les sites tels que : aéroports, ports, centres de congrès et autres pôles d'échanges.
En 2016, alors que 22 millions d’appareils mobiles se sont connectés au réseau Wi-Fi des aéroports parisiens dans l’année, Groupe ADP y lance le Wi-Fi gratuit et illimité. Il est alimenté par 1 300 bornes grand public et 1 000 bornes entreprise, qui couvrent le site et ses environs.

### Gestion foncière et promotion immobilière
Groupe ADP est le propriétaire de terrains d'une superficie totale de 6 686 hectares dont 4 601 hectares affectés aux activités aéronautiques, 775 hectares de surfaces non exploitables et 1 310 hectares affectés aux activités immobilières. L'activité immobilière de Groupe ADP représente un chiffre d'affaires de 263 millions d'euros en 2016.
Le Groupe ADP possède sur ses terrains 1 125 000 m2 de surface utile commercialisable. Les terrains loués à des tiers sont situés à :
- Paris-Charles-de-Gaulle pour 286 hectares ;
- Paris-Orly pour 120 hectares ;
- Paris-Le Bourget et les aérodromes d'aviation générale pour 124 hectares.

À travers plusieurs filiales (dont Cœur d'Orly Investissement et Roissy Continental Square), Groupe ADP gère ses actifs immobiliers à destination des professionnels sur les sites des aéroports de Paris-Charles de Gaulle et Paris-Orly. Groupe ADP possède également Roissypôle, un complexe immobilier au cœur de Paris-Charles de Gaulle. Le site comprend 230 000 m2 de bureaux et 112 000 m2 d'hôtels répartis sur deux immeubles. Il est prévu en 2012 la construction d'un troisième immeuble d'environ 12 600 m2[réf. nécessaire].
Aéroports en Île-de-France :
- Aéroport de Paris-Orly
- Aéroport de Paris-Charles-de-Gaulle
- Aéroport Paris-Le Bourget

Aérodromes d'aviation générale :
- Chavenay - Villepreux ;
- Chelles - Le Pin ;
- Coulommiers - Voisins ;
- Étampes-Mondésir ;
- Lognes-Émerainville ;
- Meaux-Esbly ;
- Persan - Beaumont ;
- Pontoise – Cormeilles-en-Vexin ;
- Saint-Cyr-l'École ;
- Toussus-le-Noble.

Héliport
- Héliport de Paris - Issy-les-Moulineaux - Valérie-André.

### Fret aérien - cargo
Avec 2,15 millions de tonnes transportées en 2018, l'aéroport Paris-Charles-de-Gaulle se hisse au 9e rang mondial selon le classement de l'ACI (Airport Council International), et en tête dans la zone Europe. L'aéroport dispose d’une capacité de 3,6 millions de tonnes de marchandises réparties sur 300 hectares alloués au cargo. Les trois principaux hubs sont Air France-KLM Cargo, FedEx et La Poste. Le fret aérien national transite à 90 % par Paris-Charles-de-Gaulle.

## Gouvernance
Groupe ADP est gouverné par un conseil d'administration et un comité exécutif.

### Conseil d'administration
Le conseil d'administration d'Aéroports de Paris est composé de dix-huit membres répartis en trois collèges :
- six administrateurs nommés par l'assemblée générale des actionnaires ;
- six administrateurs représentant l'État ;
- six administrateurs représentant les salariés.

En complément de ces dix-huit membres, trois censeurs sont élus. Ils assistent aux réunions et ont une voix consultative au conseil.
Chaque administrateur est élu pour une durée de cinq ans.

### Anciens présidents
- Louis Couhé : 1948-1960
- Pierre Boursicot : 1960-1970
- André Decelle : 1971-1975
- Jacques Larché : 1975-1977
- Pierre Marion : 1983-1986
- Bernard Lathière : 1986-1992
- Jean Fleury : 1992-1999
- Yves Cousquer : juillet 1999 - novembre 2001
- Pierre Chassigneux : novembre 2001 - septembre 2003
- Pierre Graff : septembre 2003 - novembre 2012
- Augustin de Romanet : novembre 2012 - décembre 2024
- Philippe Pascal : février 2025 -

### Anciens directeurs généraux
- Louis Lesieux : 1948-1955
- Pierre-Donatien Cot : 1955-1967
- Raymond Guitonneau : 1967-1971
- Gilbert Dreyfus : 1971-1981
- Jean Costet : 1981-1989
- Jean-Pierre Beysson : 1989-1993
- Jean-Claude Albouy : 1993-1995
- Emmanuel Duret : février 1995 - octobre 2001
- Hubert du Mesnil : octobre 2001 - novembre 2005
- François Rubichon (directeur général délégué) : novembre 2005 - novembre 2012
- Patrick Jeantet (directeur général délégué) : janvier 2014 - mai 2016

## Données financières
Les sources de revenus d'Aéroports de Paris sont principalement la rémunération de ses services aéroportuaires. Elles comprennent les redevances aéronautiques (atterrissage, stationnement, carburant, balisage lumineux, passagers), les redevances spécialisées (tri des bagages), les taxes payées par les compagnies aériennes et les passagers, les loyers des boutiques, des terrains et les recettes des parcs de stationnement.

### Résultats
|                               | 2008  | 2009   | 2010  | 2011 | 2012 | 2013 | 2014  | 2015  | 2016  | 2017  | 2018 | 2019 | 2020   | 2021  | 2022 | 2023 |
| ----------------------------- | ----- | ------ | ----- | ---- | ---- | ---- | ----- | ----- | ----- | ----- | ---- | ---- | ------ | ----- | ---- | ---- |
| Chiffre d'affaires            | 2527  | 2633,4 | 2739  | 2502 | 2640 | 2754 | 2791  | 2946  | 2947  | 3617  | 4478 | 4700 | 2137   | 2777  | 4688 | 5495 |
| EBITDA                        | 848,0 | 883,0  | 926,7 | 972  | 1017 | 1075 | 1 109 | 1 184 | 1 195 | 1 567 | 1961 | 1772 | 168    | 751   | 1704 | 1956 |
| Résultat opérationnel courant | 501,1 | 518,4  | 543,0 | 607  | 645  | 680  | 737   | 787   | 664   | 1 030 | 1237 | 1094 | (1123) | (29)  | 936  | 1239 |
| Résultat opérationnel         | 503,2 | 512,6  | 542,2 | 652  | 642  | 657  | 730   | 787   | 696   | 537   | 724  | -    | -      | -     | -    | -    |
| Résultat net part du groupe   | 272,6 | 269,5  | 300,1 | 348  | 341  | 305  | 402   | 430   | 435   | 571   | 610  | 588  | (1169) | (248) | 516  | 631  |

L'ensemble des activités d'Aéroports de Paris est regroupé au sein de cinq segments : activités aéronautiques, commerces et services, immobilier, escale et prestations annexes, et autres activités.
| Activité                                       | 2009    | 2010    | 2011  | 2012  | 2013  | 2014  | 2015  | 2016  | 2017  | 2018  |
| ---------------------------------------------- | ------- | ------- | ----- | ----- | ----- | ----- | ----- | ----- | ----- | ----- |
| Activités aéronautiques                        | 1 449,6 | 1 429,5 | 1 505 | 1 581 | 1 645 | 1 671 | 1 735 | 1 743 | 1 813 | 1 890 |
| Commerces et services                          | 943,7   | 869,7   | 841   | 902   | 949   | 956   | 935   | 941   | 953   | 1 000 |
| Immobilier                                     | 232,6   | 213,7   | 241   | 253   | 265   | 264   | 265   | 263   | 250   | 265   |
| Escale et prestations annexes                  | 196,7   | 187,0   | -     | -     | -     | -     | -     | -     | -     | -     |
| International et développements aéroportuaires | -       | -       | -     | -     | 69    | 79    | 96    | 97    | 682   | 1 412 |
| Autres activités                               | 262,3   | 251,8   | 255   | 246   | -     | 202   | 215   | 223   | 217   | 155   |

### Données boursières
En 2013, la participation de l'État dans le capital passe de 60 à 50,6 %. 98 860 602 titres d'Aéroports de Paris S.A. sont en circulation à l'Euronext Paris.
Si l'entreprise a modifié le nom de ses marques en 2016, Aéroports de Paris S.A. reste la raison sociale et la cotation des actions à la bourse de Paris. Au 31 décembre 2015, la capitalisation boursière d'Aéroports de Paris S.A. est de 10,6 milliards d’euros, contre 9,9 milliards en 2014 et 5,2 milliards en 2011.
À la suite de la fin de la coopération entre Royal Schiphol Group et le groupe ADP, le groupe néerlandais décide de céder les 8% qui possédait du groupe ADP le 30 novembre 2021.
Liste des principaux actionnaires au 31 janvier 2024.
| État (France)                                           | 50,63% |
| Vinci                                                   | 8,00%  |
| Crédit Agricole                                         | 7,8%   |
| Office d'investissement du régime de pensions du Canada | 5,6%   |
| Abu Dhabi Investment Authority                          | 5%     |
| Predica                                                 | 1%     |
| BNP Paribas Cardif                                      | 0,3%   |
| Groupe des Assurances du Crédit Mutuel                  | 0,2%   |
| Vega Investment Managers                                | 0,2%   |
| Eurizon Capital                                         | 0,19%  |

## Lobbying
En 2001, ADP promeut la solution de deux nouvelles aérogares (S3 et S4). L'avocat Dominique Perben exerce en 2015 une mission d'influence pour l'entreprise en Afrique. L'entreprise plaide en 2017 pour attribuer davantage de droits de trafic aux compagnies chinoises.
Marianne révèle en 2019 que Nicolas Bouzou, qui plaide alors pour une privatisation d'ADP, dirige un cabinet de conseil dont l'entreprise est cliente,.
Pour l'année 2022, Groupe ADP déclare à la Haute Autorité pour la transparence de la vie publique exercer des activités de lobbying en France pour un montant qui n'excède pas 500 000 euros.
Aéroports de Paris (ADP) est adhérent de Transparency International France.

### Identité visuelle (logo)

Logo de 1971 à juin 2005.
Logo de juin 2005[116] à avril 2016.
Logo de Paris Aéroport depuis avril 2016.
Logo du groupe ADP depuis avril 2016.